# 韦埃拉瓦纳卢尔
韦埃拉瓦纳卢尔（Veeravanallur），是印度泰米尔纳德邦Tirunelveli县的一个城镇。总人口19681（2001年）。

## 人口
该地2001年总人口19681人，其中男性9602人，女性10079人；0—6岁人口1805人，其中男938人，女867人；识字率75.58%，其中男性为82.93%，女性为68.58%。